# Oribotritia teretis
Oribotritia teretis är en kvalsterart som beskrevs av Wojciech Niedbała 1993. Oribotritia teretis ingår i släktet Oribotritia och familjen Oribotritiidae. Inga underarter finns listade i Catalogue of Life.